# 1577

## Събития
- над Европа преминава Голямата комета, една от първите подробно изучавани комети от европейските астрономи.

## Родени
- 28 юни – Петер Паул Рубенс, фламандски художник